# 裕廊飞禽公园游览单轨车
裕廊飞禽公园游览单轨车是新加坡裕廊飞禽公园内的一条已停止运营的单轨，也是世界上唯一的一条贯通了大鸟笼的轨道系统。整个游览线设有三个车站，分别是主站(Main Station)，鹦鹉站(Lory Station)和瀑布站(Waterfall Station)。系统有三辆列车，每辆车头有一名驾驶员，全车设座位，不设站位。

## 车票
标价为成人5新元、儿童3新元，一票限乘一次，乘客可在主站搭乘，全程12分钟。

## 停运
游览单轨车系統已於2012年4月1日停止運作，並由與新加坡動物園相同的電車系統取代。电车的票价与单轨车相同，但持有一张电车票可乘搭电车三次。